# Thelypteris praetermissa
Thelypteris praetermissa là một loài thực vật có mạch trong họ Thelypteridaceae. Loài này được (Maxon) A.R. Sm. miêu tả khoa học đầu tiên năm 1976.